# Fahrzeugrückhaltesystem

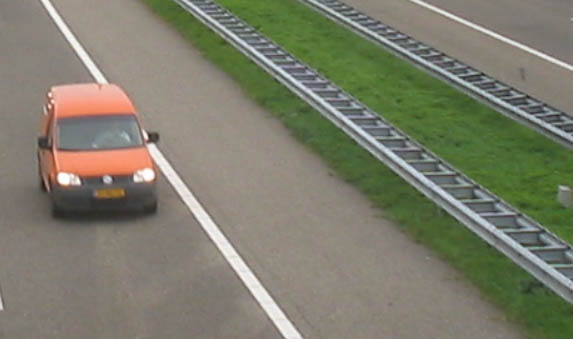
Je zwei doppelte Rückhaltesysteme aus Stahl im Mittelstreifen (Niederlande)

Ein Fahrzeugrückhaltesystem (FRS, englisch Vehicle Restraint System) ist eine passive Schutzeinrichtung an Straßen. Sie dient dazu, von der Fahrbahn abkommende Fahrzeuge und deren Insassen, und andere Verkehrsteilnehmer vor abkommenden Fahrzeugen zu schützen.

## Geschichte

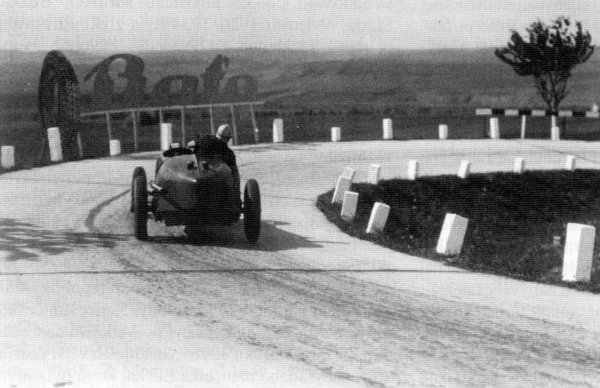
Ostrovačice, Masaryk-Ring, 1930er-Jahre

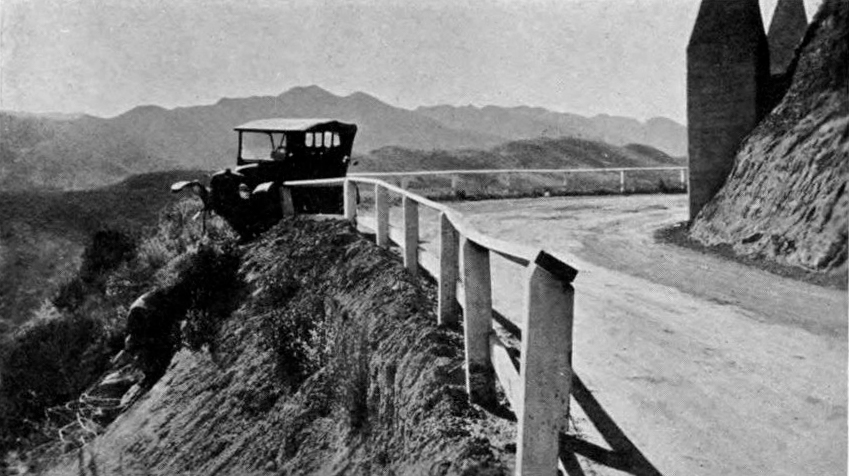
Fahrzeugrückhaltesystem

Zu den größten Risiken auf Straßen (in Europa sind 40 % der tödlichen Verkehrsunfälle auf Abkommen von der Fahrbahn zurückzuführen) gehören:
- das unkontrollierte Abkommen von der Fahrbahn,
- der Zusammenstoß mit Fahrzeugen und Hindernissen entlang der Fahrbahn,
- der Absturz von Brücken und Böschungen.

Einfache Geländer wurden im Brückenbau schon seit der Antike verwendet. Die Notwendigkeit, bei Unfällen Fahrzeug und Mitverkehr gegen das Abkommen von der Fahrbahn zu schützen, oder zumindest dessen Auswirkungen zu dämpfen, haben sich im Straßenbau schon mit Aufkommen des Motorverkehrs entwickelt. Während bei den ersten Autobahnen die Fahrtstreifentrennung nur durch einen Abstand hergestellt wurde, hat sich im Bergstraßenbau sehr schnell ein Mindestschutz durchgesetzt. Erste Methoden waren das Aufstellen von einzelnen Natursteinen, niedriges Werk- oder Natursteinmauerwerk, und die Beplankung mit kräftigem Holzzaun, wie sie noch heute etwa an der Glocknerstraße und anderen Alpenpässen zu finden sind.
Schon bald fanden auch Beton und Stahl Eingang in die Fahrzeugrückhaltetechnik, zuerst in Form der Säulen, dann in Form kompletter Rückhaltesysteme. Es gibt bis heute weltweit kein Rückhaltesystem, das von der Fahrbahn abkommende Fahrzeuge aller Art sanft und zu 100 % sicher abbremst. Rückhaltesysteme haben die Aufgabe, Schlimmeres zu verhindern – z. B. Frontalzusammenstöße im Mittelstreifenbereich, Abstürze im Randbereich über eine Böschung oder Brücke.

## Konstruktionen
Zu den wichtigsten heute verwendeten Systemen zählen:
- Erdwälle, in Europa hauptsächlich in Zusammenhang mit Lärmschutzeinrichtungen in Gebrauch
- Spannseilsysteme mit festgespannten Drahtseilen, seit den 1960er-Jahren üblich, gelten heute als veraltet
- Schutzplanken (Leitplanken, Guard rails): Seit den 1950ern in den USA entwickelt, heutige Standardtechnik aus Stahl, Aluminiumkonstruktionen gelten als veraltet
- Betonschutzwände: Ebenfalls seit den 1960ern in Verwendung, galten lange Zeit als den Schutzplanken unterlegen, heute ebenso wie Stahl Standard im Straßenbau
- Kunststoffrückhaltemodule, wassergefüllt oder anderweitig beschwert

Denselben Normen unterliegen Anpralldämpfer verschiedenster Art, sie dienen im Besonderen der Absicherung von Hindernissen entlang der Fahrbahn, und sind keine Fahrzeugrückhaltesysteme im Sinne des Begriffs, unterliegen aber denselben Normen.

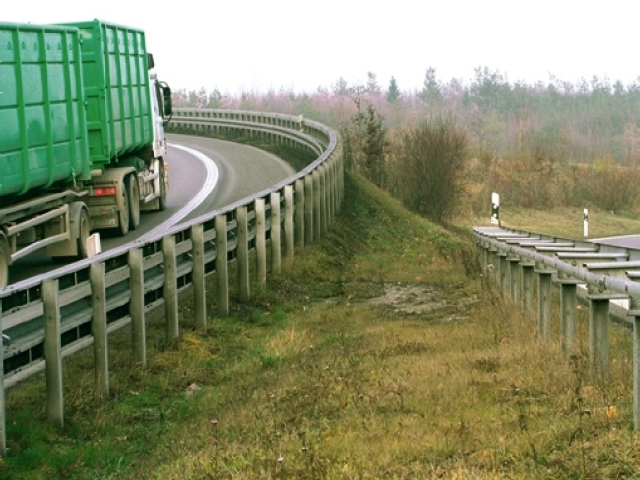
Zwei verschiedene Rückhaltesysteme aus Stahl
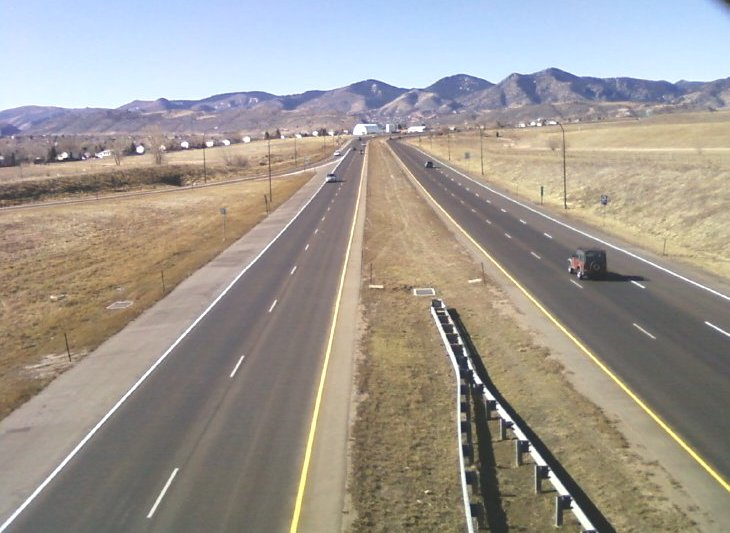
Rückhaltesystem aus Stahl zum Schutz vor einer Brücke (USA)
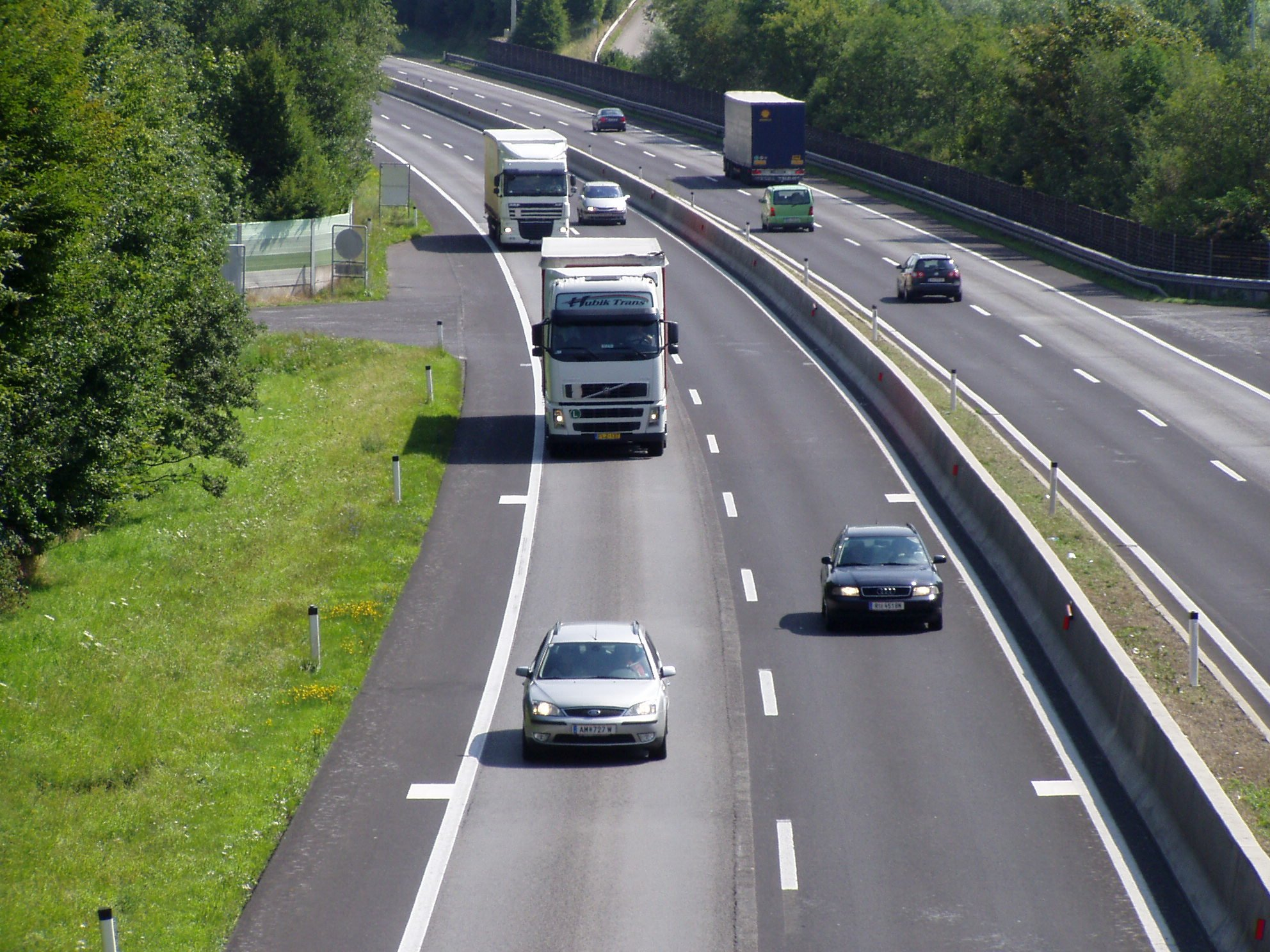
Betonrückhaltesystem am Mittelstreifen, Rückhaltesystem aus Stahl vor einer Lärmschutzeinrichtung in der Aussenkurve (Österreich)
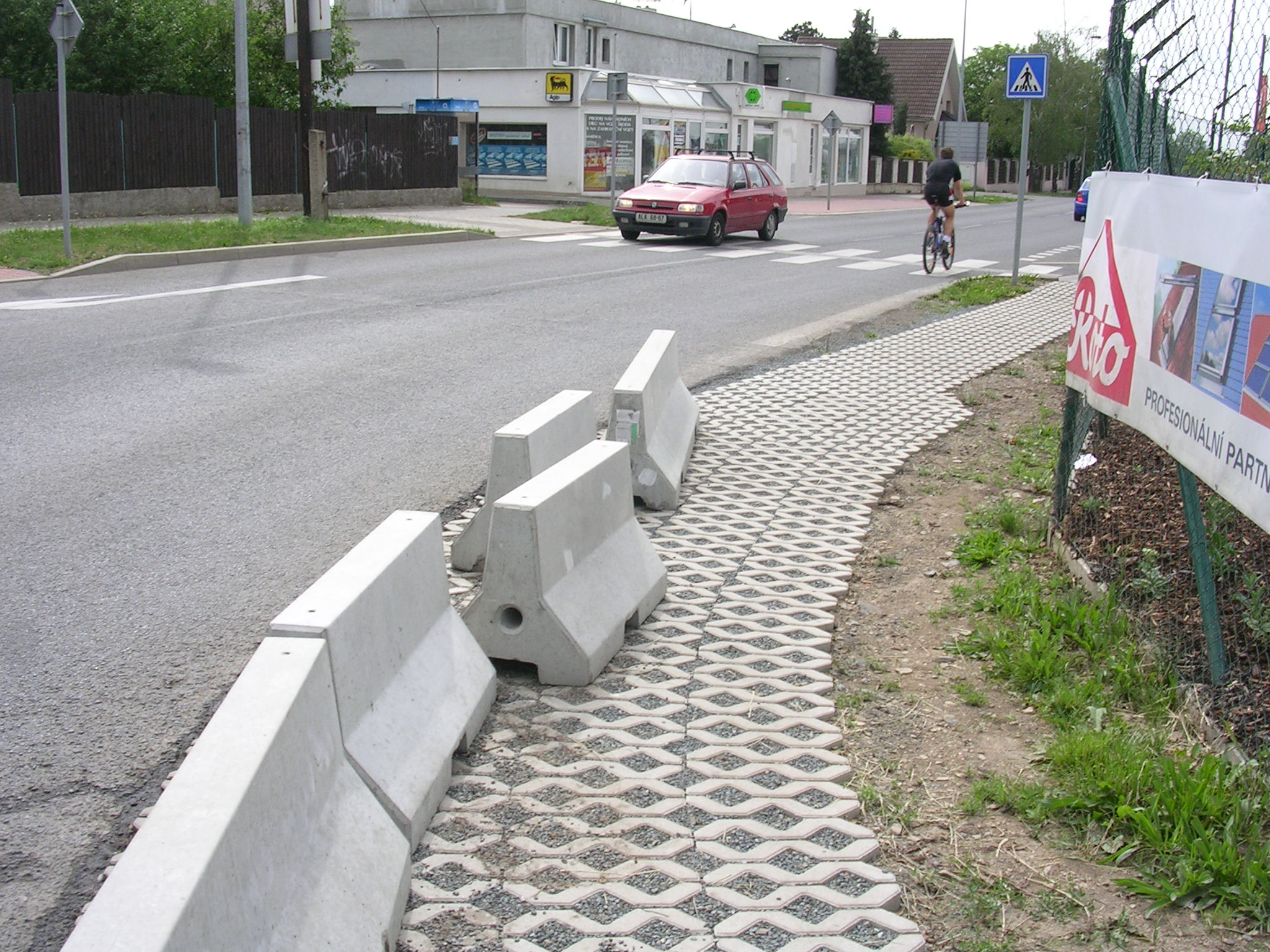
Montagebereite Betonmodule für Radwegschutz (Tschechien)
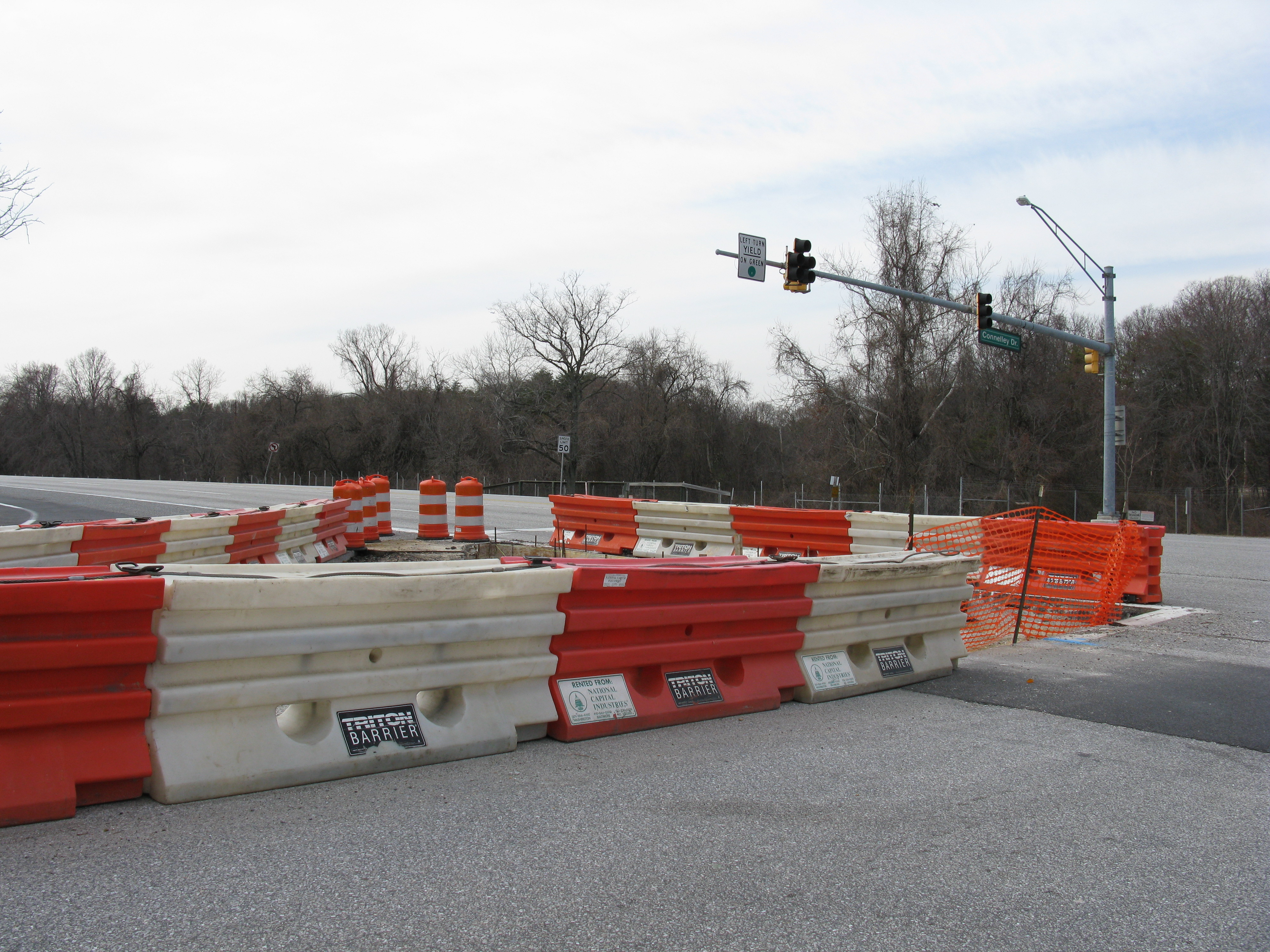
Kunststoffrückhaltemodule (USA)
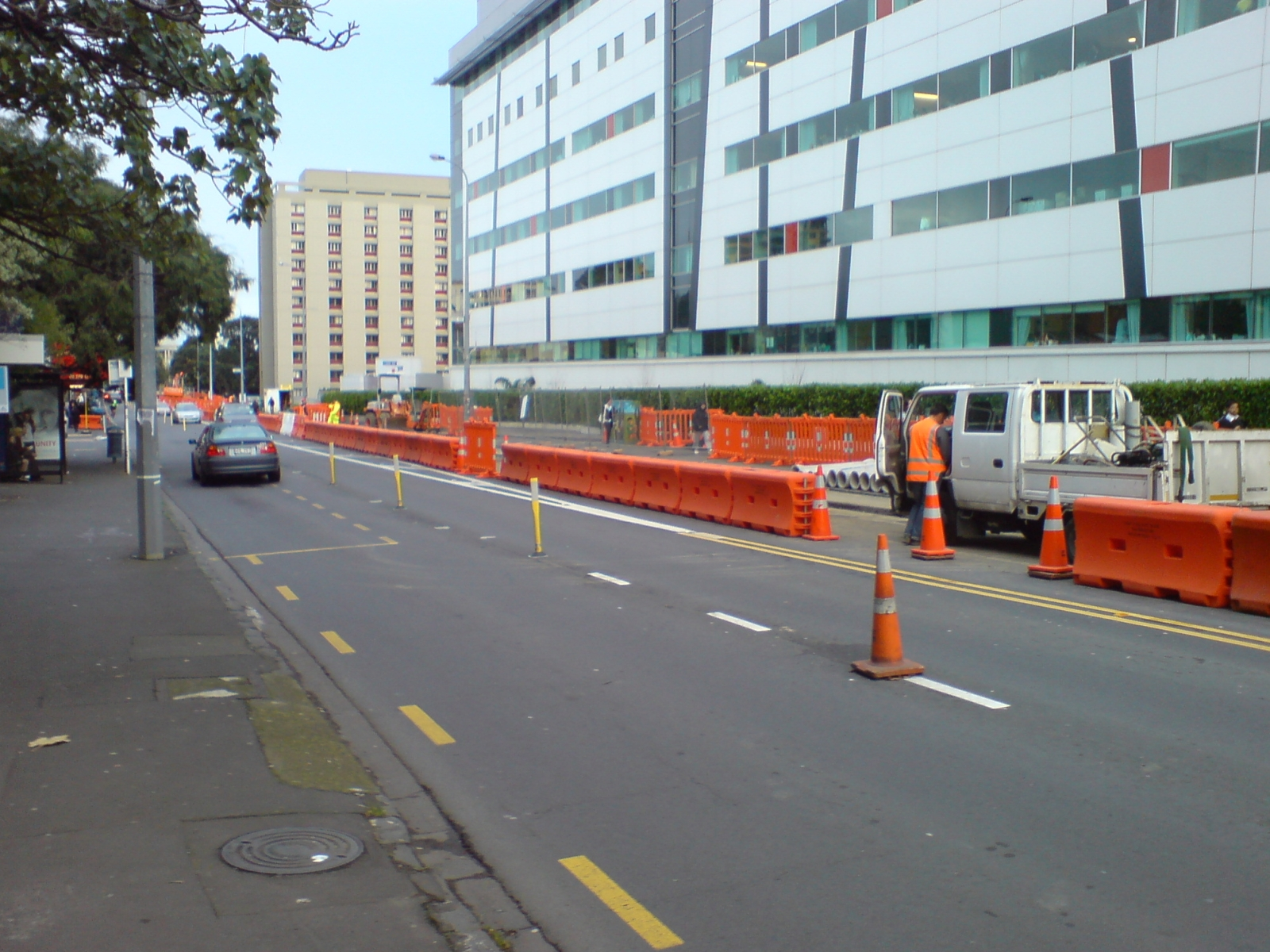
Kunststoffrückhaltemodule (Neuseeland)
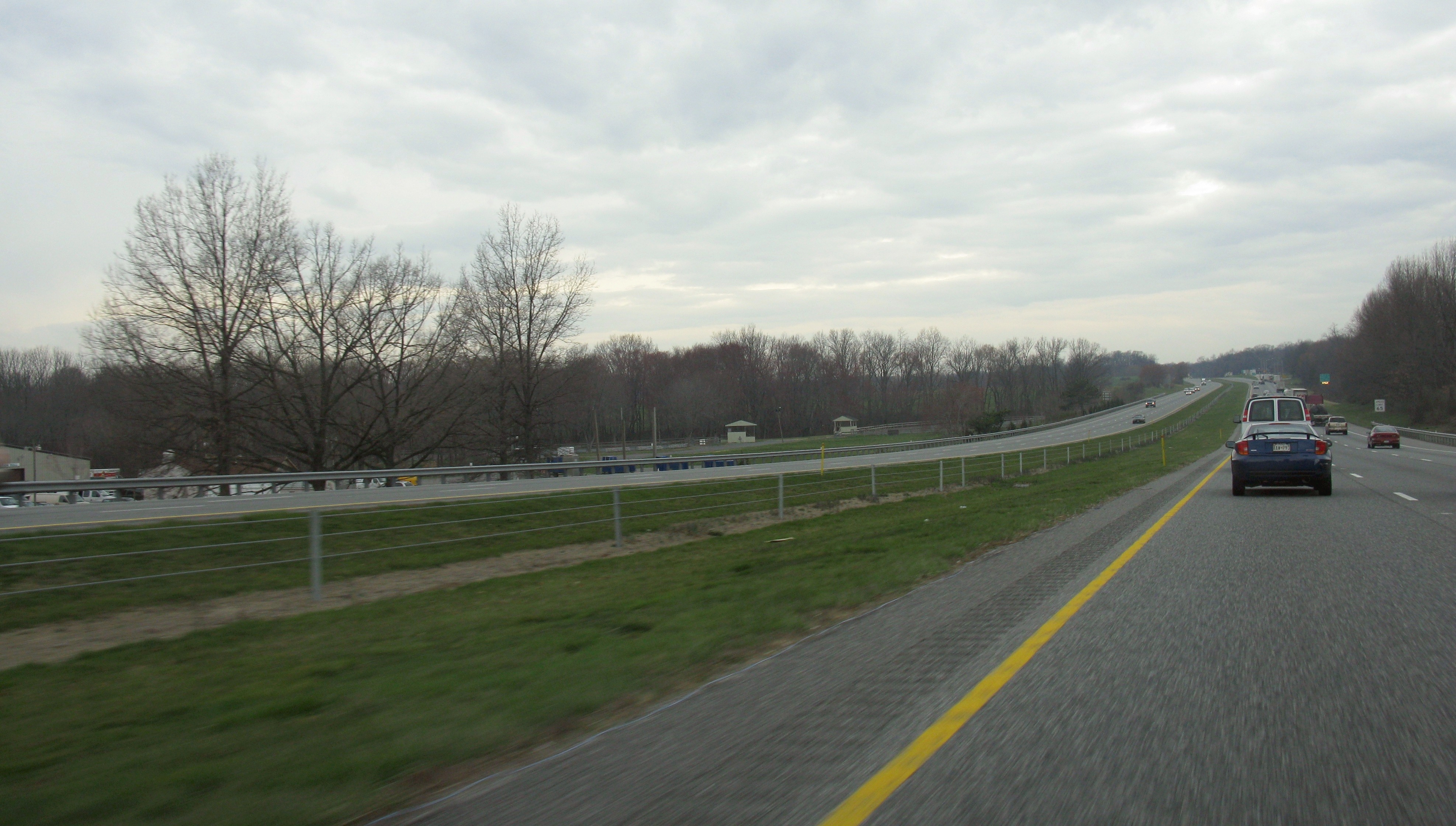
Spannseilsystem (USA)

## EN 1317 Rückhaltesysteme an Straßen
Die europäischen Anforderungen an Fahrzeugrückhaltesysteme sind in der EN 1317 festgelegt und beschrieben.
Rückhaltesysteme an Straßen haben die Prüfungen nach EN 1317-1 bis 1317-4 zu durchlaufen.
In diesem Prüfverfahren werden nicht nur die Durchbruchsicherheit in verschiedenen Stufen nachgewiesen, sondern auch die Sicherheit der Insassen überprüft. Diese wird dann in drei Stufen eingeteilt: ASI A, ASI B und ASI C. ASI steht dabei für Acceleration Severity Index (deutsch etwa: ‚Schweregrad der Beschleunigung im Fahrzeuginnern‘). Der Wert ASI A stellt dabei die beste Insassensicherheit dar. Rückhaltesysteme, die ASI B erreicht haben, verursachen höhere Belastungen und ASI C verursacht die höchsten Belastungen. Ein System mit ASI A sollte bei gleicher Aufhaltestufe somit immer einem ASI B System vorgezogen werden. ASI C sollte nur in Ausnahmefällen und als Sonderlösung in Betracht gezogen werden.
Entsprechend den bestandenen Versuchsanordnungen und Prüfungen erfolgt eine Einstufung in Aufhalteklassen.
Die drei wichtigsten Kriterien:
- Aufhaltestufe (T1,T2, T3, N1, N2, H1, H2, H3, H4a, H4b)
- Wirkungsbereich (Verformung der Schutzeinrichtung von W1 bis W8)
- Anprallheftigkeit (A oder B)

Die Aufhaltestufen gehen von leichten, transportablen Systemen, die im Baustellenbereich als Trenn- oder Schutzsystem eingesetzt werden, bis zu Aufhalteklassen, die selbst einen 38-Tonner-Zug aufhalten müssen. Die Anprallheftigkeitsstufe dient in erster Linie als Vergleichswert für kleinere Fahrzeuge, die in 90 % aller Fälle in Unfälle verwickelt sind. Hierbei kommt es darauf an, durch den Wert der Anprallheftigkeit zu erkennen, inwiefern Insassen von kleinen Pkws oder Pkws allgemein durch einen Anprall an eine passive Schutzeinrichtung gefährdet sind. Gute Werte der Anprallheftigkeit können (müssen aber nicht unbedingt) einer hohen Aufhaltestufe entgegenstehen.

## Weitere Normen und Standards
- In Deutschland wird der Einsatz und die Art des Rückhaltesystems durch die Richtlinien für passiven Schutz an Straßen durch Fahrzeug-Rückhaltesysteme (RPS) geregelt. Technische Lieferbedingungen für Stahlschutzplanken (TL-SP) und Güte und Prüfbestimmungen für Fahrzeugrückhaltesysteme an Straßen aus Stahl - Stahlschutzplankensysteme (RAL-RG 620) enthalten die Anforderungen an Schutzplanken aus Stahl.
- Für Österreich ist die ÖNORM EN 1317 gültig. Außerdem gilt die RVS 15.04.71 (15.47) Brückenausrüstung, Vertikale Leiteinrichtungen, Fahrzeugrückhaltesysteme aus Beton und Metall;[2] die RVS 05.02.31 Vorgaben Anfangskonstruktionen („Terminals“) über Anrampungen bzw. Absenkungen
- Die Schweiz hat ebenfalls die EN 1317 übernommen, weiterhin gibt es die SN 640 561[3][4] (Passive Sicherheit im Strassenraum - Fahrzeug-Rückhaltesysteme) des Schweizerischen Verbandes der Strassen- und Verkehrsfachleute.